# (8158) Herder
(8158) Herder (1989 UH7) – planetoida z pasa głównego asteroid okrążająca Słońce w ciągu 4,31 lat w średniej odległości 2,65 au. Odkryta 23 października 1989 roku.